# 90875 Hoshitori
90875 Hoshitori è un asteroide della fascia principale. Scoperto nel 1996, presenta un'orbita caratterizzata da un semiasse maggiore pari a 2,5416105 au e da un'eccentricità di 0,0973602, inclinata di 7,43328° rispetto all'eclittica.